# Katedralen i San Cristóbal de La Laguna
Katedralen i San Cristóbal de La Laguna (spansk: Catedral de San Cristóbal de La Laguna) er en romersk-katolsk katedral beliggende i byen San Cristóbal de La Laguna (Tenerife, Spanien). Det er sæde for San Cristóbal de La Laguna Stift (også kendt som Tenerife Stift). Stiftet dækker provinsen Santa Cruz de Tenerife. Katedralen er også et sogn og er dedikeret til Jomfru Maria.

## Historie
I 1511 fik Alonso Fernández de Lugo, erobreren af Tenerife, bygget et lille kapel på et sted, hvor der menes tidligere at have eksisteret en begravelsesplads for de oprindelige guancher.
I 1515, blev det oprindelige kapel erstattet af en større kirke. Efter oprettelsen af stiftet, der omfatter provinsen Santa Cruz de Tenerife blev kirken ophøjet til katedral i 1819 ved dekret udstedt af pave Pius VII. Den neoklassiske facade af katedralen stammer fra 1820, mens resten er i neo-gotisk stil. Dens nuværende struktur blev bygget mellem 1904 og 1915.

## Kunstværker
Blandt inventaret kan nævnes den store barok-altertavle, fundet i et kapel i nærheden højalteret, med motiv af La Virgen de los Remedios, der er en af Jomfru Marias tituleringer. Derudover findes en prædikestol af Carrara-marmor udført af skulptøren Pasquale Bocciardo.
I domkirken er der værker af vigtige kunstnere kanariefugle: Fernando Estévez, Luján Pérez eller Cristóbal Hernández de Quintana, blandt andre.

## Galleri
- Katedralens interiør
- Marmorprædikestolen
- Kristus korsfæstet af Fernando Estévez
- Altertavlen af La Virgen de los Remedios
- Kuplen set udefra

## Eksterne kilder og henvisninger
- Wikimedia Commons har flere filer relateret til Katedralen i San Cristóbal de La Laguna
- San Cristóbal de La Laguna Stift Arkiveret 16. april 2015 hos  Wayback Machine

28°29′20″N 16°18′58″V / 28.4889°N 16.3161°V